# Макларен, Норман
Норман Макларен (англ. Norman McLaren, 11 апреля 1914, Стерлинг — 27 января 1987, Монреаль) — канадский кинорежиссёр-мультипликатор, один из крупнейших новаторов языка мультипликации. Возглавляет список выдающихся режиссеров мировой авторской анимации 1971 г. Снял 69 фильмов (включая пробные ролики, которые он предварительно делал к некоторым своим экспериментальным по технологии съемки работам).

## Биография
Родился в Шотландии. Учился в художественной школе в Глазго, начал экспериментировать с мультипликацией. Испытал влияние Эйзенштейна, его теории и практики монтажа. Сделал несколько лент в Лондоне. В 1939 году переехал в Нью-Йорк из-за войны, в 1941 году Джон Грирсон пригласил его приехать в Канаду и создать в Национальной киностудии собственную мастерскую. Фильм Макларена Соседи (1952) завоевал премию «Оскар» и другие престижные награды.
В 1970-е годы работал в ЮНЕСКО над программами обучения мультипликационному искусству в Индии и Китае.

## Творческий метод
Очистив киноплёнку, покрывал её своего рода «наскальными знаками», абстрактными узорами, создававшими при проекции властный, затягивающий ритм — так называемая бескамерная съёмка. Экспериментировал с соединением рисунка и звука в мультипликации, пытаясь сблизить её с живописью и с чистой музыкой.

## Награды
- Премия BAFTA (1969) за фильм Па-де-де
- Компаньон ордена Канады
- Рыцарь Национального Ордена Квебека
- Премия «Оскар» за документальный фильм «Соседи» (1952)
- Премия Молсона (1971)
- Премия Альберта Тесье (1982)